# Hr.Ms. Z 7 (1916)
Hr.Ms. Z 7 (Z 7, H 93) was een Nederlandse torpedoboot van de Z 5-klasse, het schip is gebouwd door de Rotterdamse scheepswerf Fijenoord.

## Hr.Ms. Z 7 voor de Tweede Wereldoorlog
Tijdens de Eerste Wereldoorlog werd op 22 augustus 1917 de bemanning van de door een Britse torpedo getroffen Duits vrachtschip Renate Leonhardt door de bemanning van de Z 7 in veiligheid gebracht. In 1927 en 1928 maakte de Z 7 een oefentocht samen met de onderzeeboten O 10 en O 11, de torpedoboten Z 5, Z 6 en Z 8 en het pantserschip Hertog Hendrik tochten naar Zweden, de Baltische staten en Schotland.

## Hr.Ms. Z 7 tijdens de Tweede Wereldoorlog
Tijdens de Duitse aanval op Nederland in 1940 was de Z 7 gestationeerd in Den Helder. Op 14 mei vluchtte de Z 7 naar het Verenigd Koninkrijk met aan boord één officier en vier adelborsten die het vaandel van het Korps Adelborsten naar het Verenigd Koninkrijk brachten. Tijdens de overtocht werd de Z 7 ter hoogte van de kapen van Zandijk door een Duits vliegtuig aangevallen. De twee bommen die door het vliegtuig werden afgeworpen misten het schip op enkele meters aan de linkerzijde. Na de aankomst in het Verenigd Koninkrijk bleken de bommen wel schade te hebben aangebracht aan de machinekamer waardoor de Z 7 tot 9 september in onderhoud moest. Van 19 september 1940 tot 1 oktober 1942 diende het schip als wachtschip te Holyhead. Daarna werd het schip uit dienst gesteld om in 1943 te worden overgedragen aan de Britse marine waar het schip dienstdeed tot januari 1944.
Het uiteindelijke lot van het schip was gesloopt te worden in 1947 in de Britse plaats Lanelly.